# AlmuzaraLibros
AlmuzaraLibros es un grupo editorial andaluz, creado oficialmente el 23 de abril de 2004 en la ciudad de Córdoba, España. Su sede central está en esta ciudad andaluza, aunque también cuenta con delegaciones en Madrid y Sevilla y su distribución actualmente llega a casi todos los países hispanohablantes.

## Difusión y editoriales
Creada por Manuel Pimentel, y con sede en Córdoba, su catálogo cuenta con más de 1.600 títulos, tanto de ficción como de no ficción. El grupo está formado por los sellos: Editorial Almuzara (generalista), Editorial Berenice (literatura), Arcopress (temas de actualidad), Toromítico (literatura infantil y juvenil y educación), Bookadillo (cómic), Guadalmazán (ciencia y divulgación), Sekotia (temática religiosa y política), LID editorial (temática empresarial y profesional), Editorial Cántico (poesía y ensayo) y Libros en el bolsillo (ediciones de bolsillo).

## Premios
- Medalla de oro CIHAR 2019.[1]